# دوبريفوي ماركوفيتش
دوبريفوي ماركوفيتش (بالسيريلية الصربية: Добривоје Марковић) هو لاعب كرة يد صربي. شارك في دورة الألعاب الأولمبية الصيفية سنة 2012. حقق المركز الأول في ألعاب البحر الأبيض المتوسط 2009.

## سجل المنافسة
شارك في البطولات التالية:
- بطولة أوروبا لكرة اليد للرجال 2012
- الألعاب الأولمبية الصيفية 2012

## الميداليات
| الميدالية | المسابقة                           |
| --------- | ---------------------------------- |
| فضية      | بطولة أوروبا لكرة اليد للرجال 2012 |
| ذهبية     | ألعاب البحر الأبيض المتوسط 2009    |

## روابط خارجية
- دوبريفوي ماركوفيتش على موقع الاتحاد الأوروبي لكرة اليد (الإنجليزية)
- دوبريفوي ماركوفيتش على موقع اللجنة الأولمبية الدولية (الإنجليزية)
- دوبريفوي ماركوفيتش على موقع أوليمبيديا (الإنجليزية)
- دوبريفوي ماركوفيتش على موقع اللجنة الأولمبية الصربية (الصربية)